# 羅之鼎
羅之鼎（1576年—？），字中實，號昆銘，廣西柳州卫官籍柳州府馬平縣（今柳州市）人。明朝政治人物。

## 生平
萬曆十六年（1588年）戊子科廣西鄉試举人，曾任廣東香山县學教谕。萬曆三十五年（1607年）登丁未科進士。任户部主事，升工部都水司郎中。萬曆四十三年（1615年）出為廣東廣州府知府。升广东海北道副使。四十七年考察去职。
天启五年，起补福建按察司佥事，六年升任江西按察司副使。致仕归，隐居大龙潭山庄。有《龙隐洞集》。

## 家族
曾祖羅友仁，封奉政大夫。祖父羅向辰，布政司參議。父羅文經，知县。母傅氏，継母吴氏。慈侍下。